# 和田郁夫
和田 郁夫（わだ いくお、1947年 - ）は、元日本放送協会(NHK)総合企画室担当局長。

## 経歴
- 1947年東京都江戸川区出身。
- 1971年一橋大学社会学部卒業[1]。NHK入局、NHK名古屋放送局記者。
- NHK金沢放送局記者。
- NHK北九州放送局記者。
- 報道局社会部記者。司法記者としてロッキード事件の一連の一審、ロサンゼルスオリンピック現地キャスターなどを担当。
- 報道局外信部(現在の報道局国際部)記者。
- NHKテヘラン支局特派員。イラン・イラク戦争などを取材。
- NHKニューヨーク支局(現在のNHKアメリカ総局)特派員。NYブラックマンデー、エイズ問題、天安門事件、一連の東欧の民主化を現地取材。
- 1988.4～1989.3 『NHKモーニングワイド』初代平日メインキャスター。
- 『NHKニュースおはよう日本』編集責任者。
- 湾岸戦争前線デスク（ヨルダン）。
- 報道局国際部湾岸戦争統括デスク。
- NHKベルリン支局長。ユーゴスラビア紛争では、サラエボなど紛争各地を取材。
- NHK国際放送局ニュース部長。国際放送のインターネット配信に初めて取り組み、定着させた。
- 2000 マルチメディア局デジタル開発部長。政府主催のインターネット博覧会でアクセストップを取るなど、各社に比べ一周遅れの感があったNHKの通信系デジタルサービスを飛躍的に向上させる中心的な役割を果たす。
- マルチメディア局業務主幹。
- 2003 総合企画室〔経営計画〕公共放送サービス開発プロジェクト担当局長。“NHKオンデマンド”事業の計画責任者として事業開始と普及に向けた活動に取り組む。その傍ら、IBC(International Broadcasting Convention・仮称;国際放送機構)9評議委員をつとめ[2]、ハイビジョンの普及、放送局の携帯端末事業、IPTV事業などの議論を先導した。
- 2007年6月退職。
- 〜2008年　KDDI顧問。
- 国際メディアコーポレーション特別主幹を歴任。3Dによる実写ドキュメンタリー映画「アルビン号の深海探検3D」の脚本監督を務めた。
- 著作　2021年12月　「ルーマニア王妃マリー」(未知谷)
- 著作　1990年　　　「”壁”崩壊後の世界」（NHK出版)　共著